# Eurowhiteness
Eurowhiteness: Culture, Empire and Race in the European Project es un libro de no ficción de 2023 de Hans Kundnani. En el libro, Kundnani cuestiona la percepción de que la Unión Europea es cosmopolita por naturaleza; en cambio, sostiene que los elementos étnicos y culturales del nacionalismo también están presentes en el proyecto europeo.

## Antecedentes

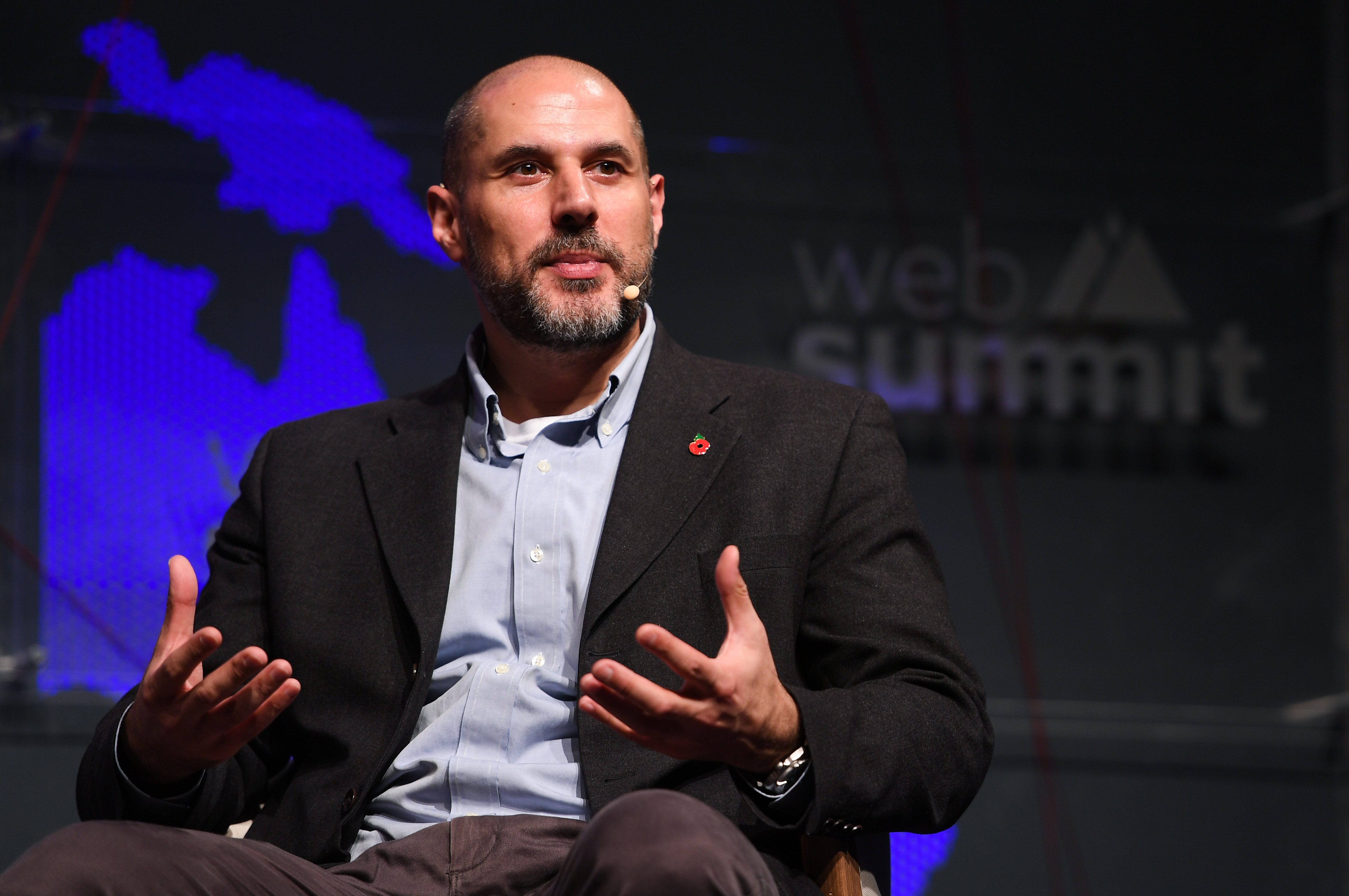
Kundnani habla en la Web Summit 2019.

Hans Kundnani es un académico británico de ascendencia india y neerlandesa. Dijo que el libro se inspiró en sus antecedentes familiares y en el libro Eurafrica de 2014 sobre las relaciones de la Unión Europea con los países africanos. Kundnani también cita un argumento similar formulado por Hannah Arendt en 1948: una federación europea «haría que fuese demasiado fácil aplicar su antiguo nacionalismo a una estructura más amplia y volverse tan estrecho y chovinistamente europeos como lo fueron antes los alemanes, italianos o franceses». El término Eurowhiteness («euroblancura») fue acuñado originalmente por el sociólogo húngaro József Böröcz, aunque Kundnani aplica la palabra de manera diferente.

## Contenido
En el libro, Kundnani define la «euroblancura» como «la idea étnico-cultural de la identidad europea, centrada en la UE». Se pregunta si la Unión Europea tiene un carácter cosmopolita. Por el contrario, sostiene que el europeísmo, al igual que el nacionalismo, está compuesto de elementos étnicos, culturales y cívicos en tensión entre sí, y que las dimensiones étnicas y culturales se han vuelto más notorias en los años anteriores a la publicación del libro. También cita evidencia de que el Brexit fue apoyado por muchos británicos no blancos, argumentando que podría ser un paso hacia hacer que el Reino Unido sea menos eurocéntrico. A diferencia de otras críticas de izquierda a la Unión Europea —que se centran más en el fracaso en lograr una Europa social— el libro de Kundnani apunta a los objetivos de la propia integración europea.

## Recepción
Sarah Ganty y Dimitry Vladimirovich Kochenov escriben que «Eurowhiteness es el mejor diagnóstico disponible del autoproclamado cosmopolitismo europeo». Henning Melber está de acuerdo con el argumento de Kundnani de que las percepciones europeas de haber aprendido lecciones del Holocausto han bloqueado un reconocimiento del pasado colonial de Europa.
En New Statesman, Marina Wheeler escribe que el libro «ofrece mucho para inquietar la conciencia liberal». Por ejemplo, Kudnani sostiene que, si bien muchos proeuropeos creen que la UE «representa diversidad, inclusión y apertura», la eliminación de las barreras internas solo ha fortalecido las externas. Una reseña en Jacobin se titulaba: «La identidad europea no es un antídoto contra el nacionalismo». Merijn Chamon critica a Kundnani por «una narrativa unilateral y negativa de la UE», pero coincide con otro crítico en que el libro es «una polémica clara y elegantemente escrita» que vale la pena leer. En su reseña de este «libro ampliamente debatido», Kiran Klaus Patel elogia la extensa investigación de Kundnani, su «nuevo marco analítico y sus frescas interpretaciones empíricas», aunque esto último no le convence del todo. Stefan Auer escribe que Kundnani «expuso magistralmente» las contradicciones internas de la Unión Europea.
El libro fue objeto de una mesa redonda en la Revista Checa de Relaciones Internacionales y otras reseñas.